# Пунгери
Пунгери (также Пхунгери) (кор. 풍계리 핵 실험장) — крупнейший испытательный полигон ядерного оружия, существовавший на территории КНДР. Являлся важной частью ядерной программы страны. Располагался в гористой местности у потухшего вулкана Пэктусан (Байтоушань), в уезде Кильджу на территории северокорейской провинции Северный Хамгён (Хамгён-Пукто). Расстояние до Японского моря составляет по прямой около 65 км, до КНР — около 55 км, до границы с Российской Федерацией (Хасанский район, Приморье) — около 189 км. Из почв на полигоне преобладал гранит юрского периода с участками базальта, диорита, доломита, известняка, гнейса и кварцевых порфиров. До ликвидации был закрыт для посещения иностранцами, поэтому сведения о нём в основном получали по фотографиям со спутников.
Впервые полигон был использован в 2006 году. Колебания земной коры, зафиксированные южнокорейским оборудованием при первом взрыве составили 3,9 балла и после этого неуклонно увеличивались. В 2009 году при втором испытании они достигли 4,4 баллов. 12 февраля 2013 года здесь прошло третье испытание силой 5,0 баллов. Также к полигону пристроили дополнительные бункеры и тоннели.
31 октября 2017 года Asahi TV и ряд СМИ сообщили об обрушении 10 сентября 2017 года подземного тоннеля — части подземной инфраструктуры площадки на склоне горы Мантапсан, где 3 сентября 2017 года КНДР провела успешное испытание водородной бомбы. В результате обрушения погибли 200 человек.
24 мая 2018 года полигон был взорван.